# Park Chung-hee
Park Chung-hee (kor. 박정희, ur. 30 września 1917 w Gumi, Korea, zm. 26 października 1979 w Seulu) – południowokoreański wojskowy, generał i polityk, prezydent Korei Południowej od 17 grudnia 1963 do 26 października 1979 sprawujący władzę autorytarną. Członek Demokratycznej Partii Sprawiedliwości. Od 25 lutego 2013 do 10 marca 2017 roku jego córka, Park Geun-hye pełniła urząd prezydenta Korei Południowej.

## Życiorys

### Lata młodości
Park urodził się w prowincji Kyŏngsang Północny niedaleko Daegu. Jego ojcem był Park Seong-bin, a matką Baek Nam-hu. Od 8 kwietnia 1932 do 25 marca 1937 uczęszczał do Gimnazjum Nauczycielskiego w Daegu. W 1940 roku rozpoczął naukę w Akademii Wojskowej, którą ukończył dwa lata później z wyróżnieniem. Lata jego edukacji zbiegły się z inwazją japońską na Chiny, poczynając od incydentu mandżurskiego w 1931, a kończąc na wybuchu wojny chińsko-japońskiej w 1937. Po ukończeniu gimnazjum był nauczycielem w szkole podstawowej w Mun'gyŏng. Później Park został urzędnikiem w japońskim wojsku i służył w Mandżurii podczas drugiej wojny światowej. W tym czasie używał japońskiego imienia i nazwiska Takaki Masao. Po wojnie rozpoczął służbę w wojsku Korei Południowej, ale został z niej wydalony w 1948 za członkostwo w komunistycznej komórce. Podczas koreańskiej wojny ponownie wstąpił do wojska, gdzie awansował do stopnia generała brygady.

### Droga do prezydentury
W marcu 1960 roku zmuszony do rezygnacji został dotychczasowy dyktator Korei Li Syng Man. Na czele nowego demokratycznego rządu stanął premier Chang Myun. Nowy rząd nie utrzymał się długo przy władzy. Rano 16 maja 1961 generał Park Chung-hee w drodze zamachu stanu przejął władzę i w lipcu stanął na czele Najwyższej Rady Narodowej Przebudowy. Zamach odbył się przy aprobacie zmęczonego panującym chaosem w kraju społeczeństwa. Reżim wojskowy pomimo sprzeciwu ze strony premiera Chang, uzyskał legitymizację ze strony prezydenta Yun Bo-seon. 22 marca 1962 ustąpił z urzędu prezydent Bo-seon, a Park Chung-hee pozostał jedyną realną władzą jako przewodniczący Rady Najwyższej dla Odbudowy Krajowej w stopniu generała. W 1963 pod naciskiem Stanów Zjednoczonych w kraju została przywrócona władza cywilna. 17 grudnia 1963 Park Chung-hee został trzecim prezydentem Korei Południowej.

### Polityka Parka jako prezydenta
Park zdecydowanie przystąpił do walki z korupcją i rozbudowy gospodarczej kraju. Pod jego rządami Korea przeżywała okres ekonomicznego rozkwitu, co spowodowało, że w roku 1967 ponownie wybrany został prezydentem. Ponieważ konstytucja Korei uniemożliwiała trzykrotne ubieganie się o stanowisko prezydenta, Park wystąpił z propozycją jej zmiany. Wywołało to burzliwą debatę w parlamencie, który jednak w końcu uległ naciskom prezydenta i wprowadził stosowne zmiany. W rezultacie w 1971 roku Park po raz trzeci został prezydentem. Jednak po początkowym poparciu, jego coraz bardziej autorytarne rządy budziły coraz większy opór w społeczeństwie. W kraju doszło do masowych demonstracji studenckich. Kiedy w 1972 roku wprowadzono nową konstytucję Yushin zwiększającą uprawnienia prezydenckie, doszło do zamieszek, brutalnie tłumionych przez władze.
W 1974 w zamachu na jego życie zginęła jego żona, Yuk Young-soo.

### Zamach i śmierć
26 października 1979 roku, sześć dni po zakończeniu protestów studenckich, Park Chung Hee został śmiertelnie postrzelony w głowę i klatkę piersiową przez Kim Jae-gyu, dyrektora KCIA, po bankiecie w tajnym rządowym budynku w Seulu. Zginął też Cha Ji-chul, szef Prezydenckiej Służby Bezpieczeństwa. Podlegli Kimowi funkcjonariusze KCIA zastrzelili też trzech ochroniarzy prezydenta oraz jego szofera. Kim i jego grupa zostali później aresztowani przez żołnierzy dowodzonych przez szefa sztabu armii Korei Południowej. Wszyscy zostali straceni. Do dziś motyw Kima pozostaje tajemnicą.